# شیرینی فرانسه
شیرینی فرانسه از قدیمی‌ترین شیرینی‌فروشی‌های شهر تهران محسوب می‌شود. این قنادی در سال ۱۳۴۴ تأسیس شده و در خیابان انقلاب قرار دارد.

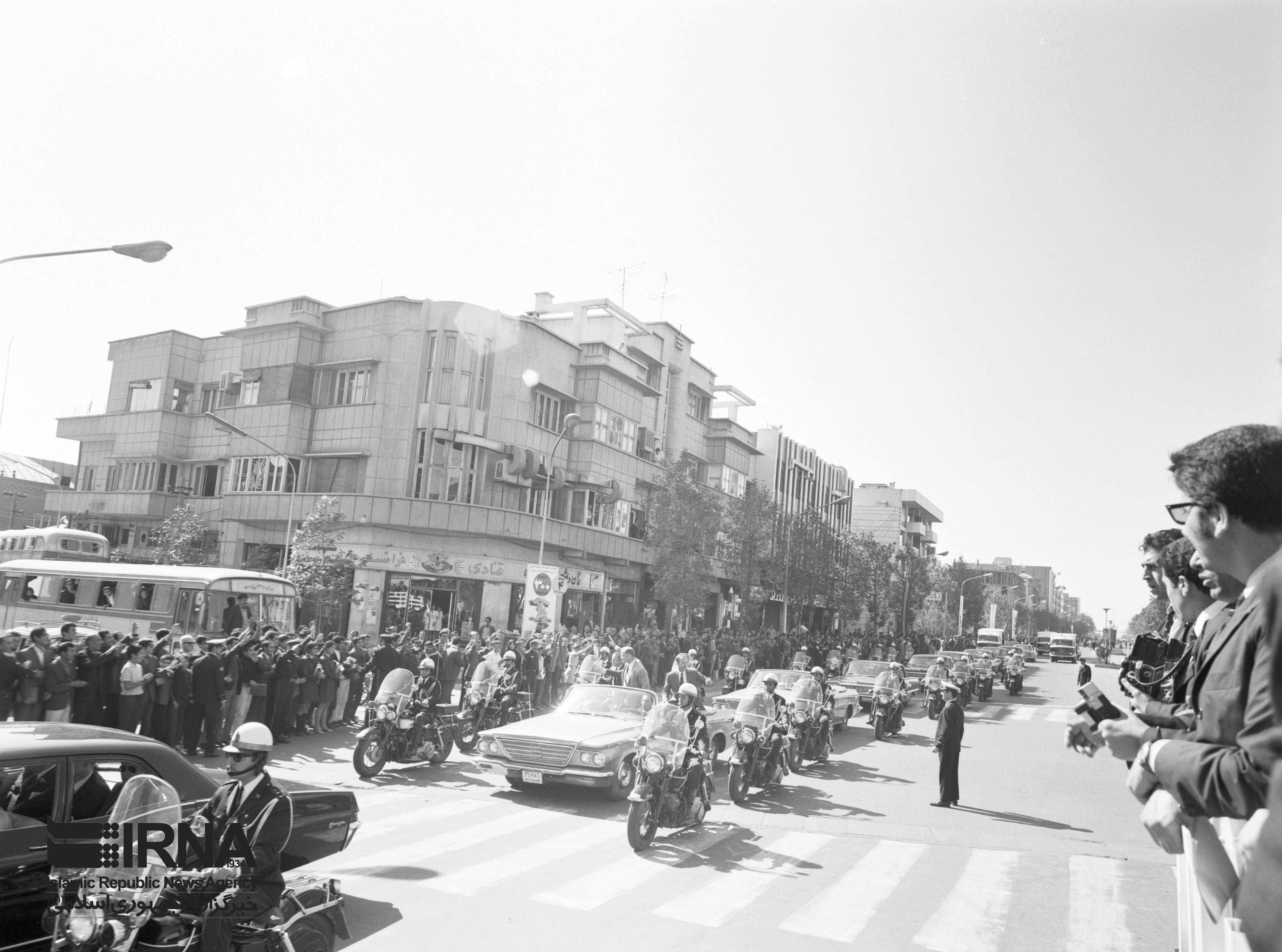
عبور نیل آرمسترانگ از جلوی شیرینی فرانسه، ۱۳۴۸

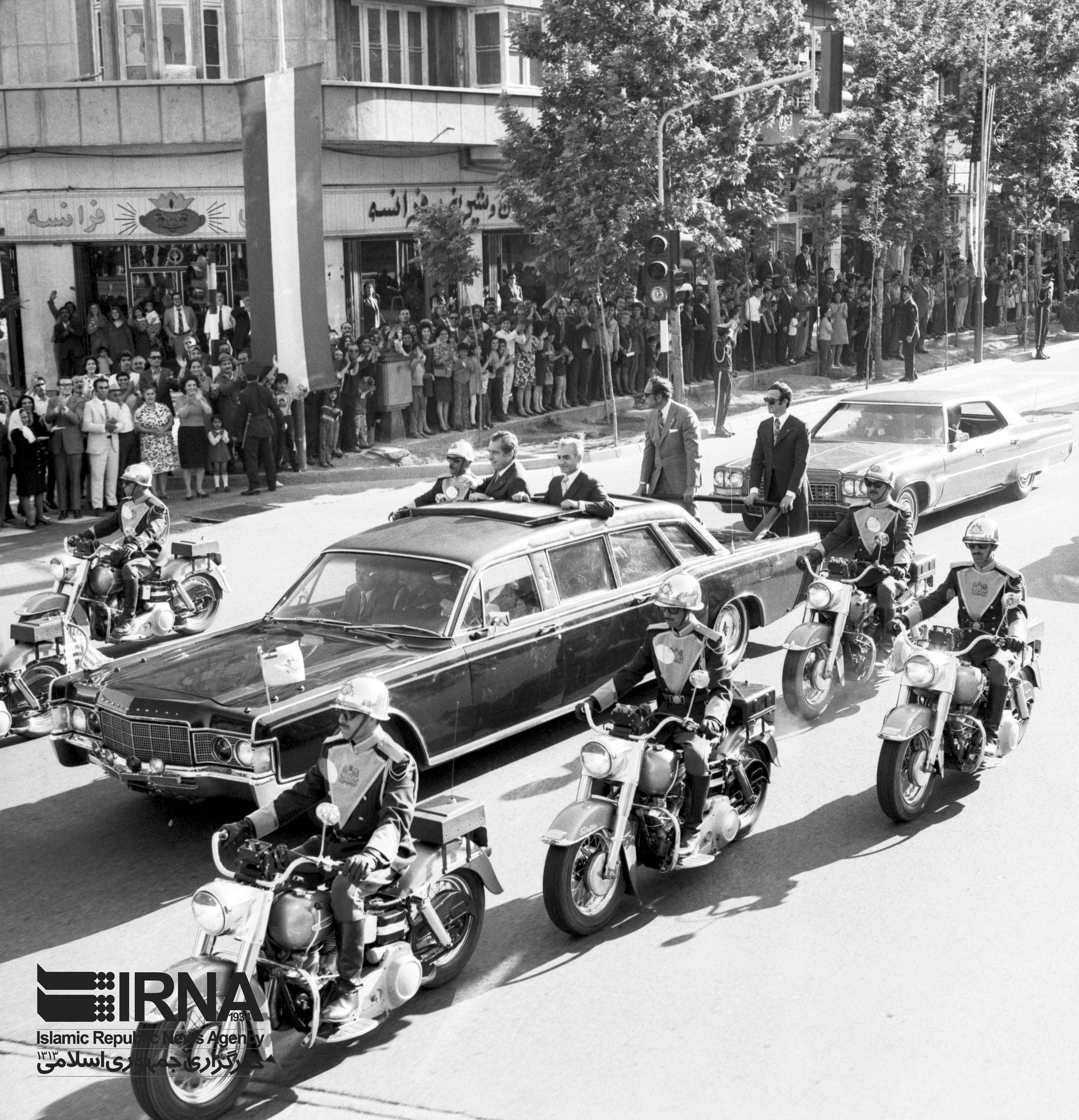
ریچارد نیکسون، رئیس‌جمهور وقت آمریکا، در سفرش به تهران (۱۳۵۱) همراه محمدرضا پهلوی از مقابل شیرینی فرانسه عبور می‌کند

## پیشینه
این قنادی در سال ۱۳۴۴ توسط محمد ثابت‌قدم با کمک سه نفر از دوستانش تأسیس شد. آنها محلی را علاوه بر کارگاه تهیه کردند. وارد کردن ماشین‌آلات مرتبط با قنادی از خارج کشور حدود یک سال طول کشید، زیرا آن زمان ماشین‌آلات جدیدِ تولید نان در ایران وجود نداشت. در آن زمان، یعنی اوایل دولت هویدا، ماشین‌آلات در گمرک توقیف شد و ترخیص آنها از گمرک حدود شش ماه به طول انجامید.
بنیان‌گذاران همچنین یک سرآشپز سوئیسی (ساکن فرانسه) به‌نام ژیلبرت بارو را برای ایجاد تحول در پخت شیرینی به ایران آوردند. ابتدا مشکلاتی در تمدید اقامت بارو پیش آمد اما بعد از اینکه با خانمی ایرانی ازدواج کرد، مشکل اقامت او حل شد. بارو تا سال ۱۳۵۶ در ایران بود، سپس مدتی در کترینگ فرودگاه مهرآباد مشغول بود و بعد از انقلاب از ایران رفت.
ثابت‌قدم چون از اول در نظر داشت یک سرآشپز از فرانسه به ایران بیاورد، نام قنادی را «فرانسه» گذاشت، اما خصوصاً بعد از انقلاب مشکلاتی بر سر نام‌گذاری ایجاد شد، چون گفته می‌شد نام قنادی حتماً باید ایرانی باشد. با این حال، نام «فرانسه» تغییر نکرد و این شیرینی‌فروشی همچنان با همین اسم شناخته می‌شود.
همچنین این قنادی اولین تولیدکنندهٔ نان فانتزی (از جمله باگت، همبرگری و نان بریده) در تهران است. با گذشت زمان، مصرف این نان جا افتاد. ابتدا هر شب بیست کیسه آرد تبدیل به نان می‌شد و با چند خودرو در تهران توزیع می‌گردید. این نانوایی تا دو سال پس از انقلاب هم دایر بود. کارگرها شب تا صبح به پخت نان می‌پرداختند و قنادها از صبح کارشان را شروع می‌کردند. به گفتهٔ ثابت‌قدم نان فانتزی عمدتاً برای خارجیان ساکن ایران تولید می‌شد.
کافه شیرینی فرانسه در دههٔ ۱۳۵۰ به یکی از مهم‌ترین پاتوق‌های جوانان و روشنفکران ایرانی تبدیل شد. بعد از انقلاب ایران، با بازگشت بارو به اروپا، این شیرینی‌فروشی کار خود را ادامه داد و اکنون از شلوغ‌ترین کافه‌های تهران به‌شمار می‌آید.

## چالش‌ها
این قنادی در فروردین ۱۳۹۵ به‌مدت چند روز پلمب شد که دلیل آن «رعایت نکردن قوانین روز والنتاین و فروش شکلات طرح قلب» عنوان شد.
در مرداد ۱۴۰۰ هم این قنادی پلمب شد و علتش در توییتی که ساعتی بعد حذف شد، «طرح در جعبه شیرینی‌ها» عنوان شد، اما اتحادیهٔ قنادان تهران اعلام کرد که دلیل تعطیلی این بوده که این قنادی طی تعطیلات اعلام‌شده توسط ستاد کرونا فعالیت داشته و توسط اداره اماکن پلمب شده‌است. این در حالی است که قنادی‌ها از محدودیت‌های اعلام‌شده مستثنی شده بودند.